# Elecciones parlamentarias de Togo de 2018
Las elecciones parlamentarias estaban programadas para celebrarse en Togo en julio de 2018. Después de que se aplazaron, la CEDEAO pidió que las votaciones se realizaran el 20 de diciembre.
Los principales partidos de oposición, que formaron Aliance C14 , boicotearon las elecciones tras la negativa del presidente Faure Gnassingbé a cancelar por completo las reformas constitucionales propuestas que le permitieron en postularse para las elecciones de 2020.

## Sistema electoral
Los 91 miembros de la Asamblea Nacional son elegidos por una representación proporcional en una lista cerrada de 30 distritos electorales de miembros múltiples que varían en tamaño de dos a diez escaños. Los asientos se asignan utilizando el método de promedios más altos.